# Amblygaster sirm
Amblygaster sirm és una espècie de peix pertanyent a la família dels clupeids.

## Descripció
- Pot arribar a fer 27 cm de llargària màxima (normalment, en fa 20).
- 13-21 radis tous a l'aleta dorsal i 12-23 a l'anal.[3][4][5]

## Alimentació
Menja sobretot copèpodes, larves de bivalves i de gastròpodes, Peridinium i Ceratium.

## Hàbitat
És un peix marí, associat als esculls i de clima tropical (35°N-28°S, 31°E-178°W) que viu entre 10 i 75 m de fondària.

## Distribució geogràfica
Es troba des del mar Roig i Moçambic fins a les illes Filipines, Taiwan, Okinawa (el Japó), Nova Guinea, el mar d'Arafura, el nord d'Austràlia i Fiji.

## Ús comercial
És emprat com a esquer en la pesca de la tonyina.

## Longevitat
La seua esperança de vida és de 8 anys.

## Observacions
És inofensiu per als humans.